# Peter Poulsen (forfatter)
 For alternative betydninger, se Peter Poulsen. (Se også artikler, som begynder med Peter Poulsen)
Peter Poulsen (født 29. juli 1940, død 28. august 2024) var en dansk forfatter. Han arbejdede inden for mange genrer, og han var endvidere kendt som litteraturformidler og oversætter af blandt andre Fernando Pessoa, Prins Henrik, Jorge Luis Borges og Charles Baudelaire.
Peter Poulsen studerede i 1960'erne litteraturvidenskab ved Københavns Universitet. I slutningen af årtiet flyttede han til Brasilien, hvor han boede  et par år. Da han kom hjem igen, tog han en bifagseksamen i portugisisk.
I 1966 debuterede han som digter med samlingen Udskrifter. Hans tidlige værker var mest lyrik i modernistisk stil. Senere skrev han også romaner, filmmanuskripter, dramatik med mere, og han var konsulent ved Det danske filminstitut 1985-88 og formand for Danske Skønlitterære Forfattere 1991-97. Han har også formidlet litteratur i blandt andet radioprogrammet Alfabet på DR's P1 i en årrække.
Hans værker er ofte inspireret af jazzmusik, og han optrådte også med oplæsning af sine digte med musikledsagelse.
Fra 1991 var han gift med forfatteren og oversætteren Vibeke Eskesen. De fik en datter.

## Priser og legater
Peter Poulsen har modtaget adskillige priser og legater, herunder:
- Drachmannlegatet, 1979
- Jeanne og Henri Nathansens Fødselsdagslegat, 1983
- Vilh. og Francescka Petersens Legat, 1993
- Otto Gelsted-prisen, 1996
- Dansk Oversætterforbunds Ærespris, 2000
- KulturBornholms Slipsepris, 2007
- Jeanne og Henri Nathansens Mindelegat 2010

samt produktionspræmier, arbejdslegater, rejselegater og livsvarig ydelse fra Statens Kunstfond.